# Georg Leibbrandt

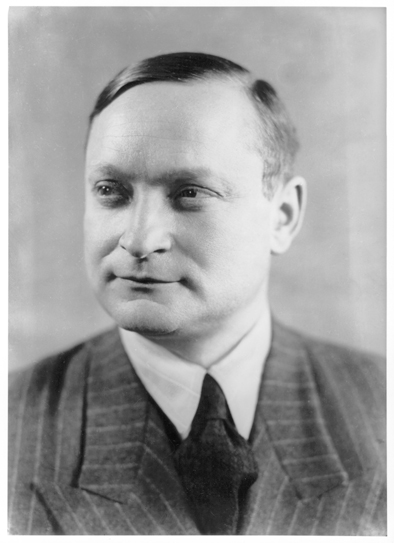
Georg Leibbrandt

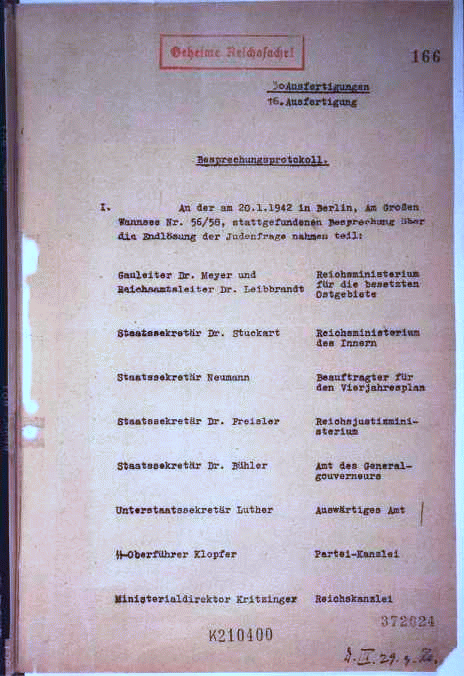
Leibbrandt an zweiter Stelle auf der Teilnehmerliste der Wannseekonferenz

Georg Leibbrandt (* 5. September 1899 in Hoffnungsthal, Gouvernement Cherson, Russisches Kaiserreich; † 16. Juni 1982 in Bonn) war ein deutscher Dolmetscher, Bürokrat und Diplomat, der in der Zeit des Nationalsozialismus als Russlandexperte galt. Zunächst Mitglied der SA, besetzte er später führende außenpolitische Positionen im Außenpolitischen Amt der NSDAP (APA) und im Reichsministerium für die besetzten Ostgebiete (RMfdbO). Beide Behörden standen unter der Leitung des NS-Chefideologen Alfred Rosenberg. Leibbrandt war Teilnehmer der Wannsee-Konferenz und in einem hohen Maße an der systematischen Judenvernichtung beteiligt. In der Nachkriegszeit wurde ein strafrechtliches Verfahren (Beihilfe zum Mord) gegen Leibbrandt eingestellt.

## Herkunft und Jugend
Georg Leibbrandt wurde 1899 als Sohn von Kolonisten in der deutsch-schwäbischen Siedlung Hoffnungsthal bei Odessa geboren. Er besuchte das Gymnasium in Dorpat und Odessa.
Während des Ersten Weltkriegs, als deutsche Truppen mit der Operation Faustschlag in die Ukraine vordrangen, leistete er Dienste als Dolmetscher. Leibbrandt sprach Deutsch, Russisch, Ukrainisch, Französisch und Englisch. Nach der Oktoberrevolution von 1917 flüchtete er nach Berlin. Ab 1920 studierte er Theologie, Philosophie und Volkswirtschaft in Marburg, Tübingen, Leipzig und London. 1927 wurde er promoviert.
Während des Studiums trat er dem Tübinger und dem Leipziger Wingolf bei, deren Alter Herr er bis zu seinem Tod blieb. In Tübingen war er auch im Verein Deutscher Studierender Kolonisten.

## Weimarer Republik
Im Jahre 1927 promovierte Leibbrandt mit einer Arbeit über die schwäbische Auswanderung nach Russland im frühen 19. Jahrhundert. Eine der führenden Personen dieser Auswanderungsbewegung war einst sein Großvater. Nach seiner Promotion unternahm er Forschungsreisen nach Frankreich, England und – auf Empfehlung von Clara Zetkin – in die Sowjetunion und wurde Rockefeller-Stipendiat und Verbindungsmann der Nationalsozialistischen Deutschen Arbeiterpartei (NSDAP) in Washington.

## Nationalsozialismus

### Außenpolitisches Amt
Zum 1. Juli 1933 trat er in die NSDAP ein (Mitgliedsnummer 1.976.826). Im Außenpolitischen Amt der NSDAP (APA) war er Leiter der Ostabteilung, danach war er zuständig für antikommunistische und antisowjetische Propaganda. Im APA versuchte Leibbrandt insbesondere Russlanddeutsche ins Amt zu bringen. Neben Rosenberg war er der wichtigste außenpolitische Vordenker des APA.
Im Jahre 1933 wurde die Antikomintern, „Gesamtverband deutscher antikommunistischer Vereinigungen e. V.“, gegründet. Dieser Verein unterstand dem antibolschewistischen Referat des Propagandaministeriums von Joseph Goebbels und befand sich in direkter Konkurrenz zur Ostabteilung des APA von Leibbrandt. Der Kompetenzkonflikt führte später so weit, dass sämtliche Mitarbeiter der Antikomintern eine Verpflichtung unterschreiben mussten, nicht „mit Dr. Leibbrandt vom Aussenpolitischen Amt der NSDAP“ zusammenzuarbeiten.
1935 wurde Leibbrandt Hauptstellenleiter im APA, wobei sein Zuständigkeitsbereich in den Bereich Ostfragen fiel. Seine Amtsbezeichnung war „Reichsamtsleiter“. Mitte März 1935 kam er von einer Reise nach Ostpreußen, wo er die Ostarbeit des Bund Deutscher Osten studierte, nach Berlin zurück.
Im Frühjahr 1938 wurde Leibbrandt von Rosenberg beauftragt, eine Schriftenreihe über den Bolschewismus herauszugeben, die in kürzester Zeit erschien. Nachdem im ersten Band Rosenbergs Traktat Pest in Rußland in einer gekürzten Fassung veröffentlicht worden war, folgte im zweiten Band Leibbrandts Schrift Moskaus Aufmarsch gegen Europa. In dieser Schrift führte er das „Unstete“ der „russischen Seele“ einerseits auf den „Einbruch“ asiatischer Nomadenvölker zurück, deren „Instinkte“ mit den „nordischen Charakterzügen“ des Russentums ringen würden; andererseits sei das Judentum der Grund dafür, dass in Russland bedrohliche marxistische Ideen mit imperialem Machtanspruch aufgekommen seien. Deshalb, so Leibbrandt, bestehe die „Sendung“ Deutschlands darin, die „Schildwache der europäischen Kultur zu sein“.
Am 24. September 1939 notierte Rosenberg, Leibbrandt sei nach Rom gereist, um Dr. Insobato, einen Berater Mussolinis, zu treffen. Am 3. März 1940 notierte Rosenberg zudem: „Dr. Leibbrandt fährt nach Rom: wegen ukrainischer u. anderen östlichen Probleme. In Paris u. in Rom sitzen jetzt viele Politiker des europäischen Ostens u. im AA ist man nachgerade sich klar darüber geworden, wenig darüber zu wissen. Auch für das Generalgouvernement muss alles geschafft werden. Die Fragen sind dort terra incognita.“
Im Jahre 1940 erhielt Leibbrandt einen Lehrauftrag an der Friedrich-Wilhelms-Universität in Berlin. 1941 beteiligte er sich im Sonderstab Ost an den Beutezügen des Einsatzstab Reichsleiter Rosenberg (ERR) zum „Raub herrenlosen Kulturguts von Juden“.
Seit 1938 war er zudem Beisitzer am Volksgerichtshof.

### Ostministerium
Am 11. April 1941, wenige Wochen vor dem militärischen Angriff auf die Sowjetunion, fertigte Rosenberg eine Zeichnung an, in der er die Stellenbesetzungen für die Zentralbehörde des Reichsministerium für die besetzten Ostgebiete (RMfdbO) skizzierte. Für Leibbrandt sah Rosenberg die Leitung einer Abteilung vor, die er dort mit „Fremde Volkstümer“ bezeichnet hatte. Als Leibbrandt Ende 1940 eine Schrift veröffentlichen wollte, die den Titel „UdSSR“ trug, wurde ihm auf Anweisung von Hitler die Veröffentlichung zunächst untersagt, um die Beziehungen zu Russland nicht zu belasten. Nach dem Überfall auf die Sowjetunion im Juni 1941 wurde das Buch zusammen mit einer Flut von weiteren Schriften veröffentlicht.
Im Juli 1941 wurde Leibbrandt Leiter der Hauptabteilung I (Politik), der zentralen Hauptabteilung im RMfdbO. Diese Abteilung bestand zunächst aus acht, später aus zehn Abteilungen. Dazu gehörten die Abteilungen für das Reichskommissariat Ukraine, Ostland, Kaukasus und Sowjetunion, die Abteilung Allgemeine Politik unter Otto Bräutigam sowie Abteilungen für Kulturpolitik, Volkstums- und Siedlungspolitik, Presse und Aufklärung und ab 1942 für Frauen und Jugend. Verwaltungsjuristisch umgesetzt wurden die politischen Vorgaben von Leibbrandt und seiner Hauptabteilung durch die Hauptabteilung II (Verwaltung) unter Ludwig Runte.
Am 13. September 1941 verabschiedete das RMfdbO auf Initiative von Rosenberg und Leibbrandt Richtlinien für die Rundfunkpropaganda, in denen es hinsichtlich der nach Sibirien und Zentralasien Deportierten Wolgadeutschen heißt, dass im Falle einer „Verschickung“ das „Judentum in den im deutschen Machtbereich liegenden Gebieten […] vielfach bezahlen“ werde.
Am 4. Oktober 1941 beschwerte sich Reinhard Heydrich während einer interministeriellen Besprechung bei Leibbrandt, dass niemand daran denke, die für die Kriegswirtschaft erforderlichen Arbeitskräfte zu beachten. Für die vormals im System der Zwangsarbeit eingebundenen, nun liquidierten Juden, sei kein Ersatz mehr vorhanden. Zwei Tage später, am 6. Oktober 1941, fuhr Georg Leibbrandt mit Major Eberhard Cranz und weiteren Personen in die Ukraine. Von diesem Tag an vertrat Otto Bräutigam ihn in der Leitung der „Politischen Hauptabteilung“ des RMfdbO, wie er in seinem Tagebuch notierte. Neben Rosenberg und Leibbrandt gehörte der Diplomat Bräutigam laut dem Historiker Christian Gerlach mit „zu den aktivsten und fanatischsten Tätern, nicht selten zu den Strategen der Besatzungspolitik und der Massenmorde“.
Am 31. Oktober 1941 ersuchte Leibbrandt in einem Brief an Hinrich Lohse, Reichskommissar im Ostland, um umgehenden Bericht, nachdem „von Seiten des Reichs- und Sicherheitshauptamtes Beschwerde darüber geführt“ wird, „dass der Reichskommissar Ostland Judenexekutionen in Libau untersagt habe.“ Am 15. November 1941 bestätigte Lohse in seiner Antwort an Leibbrandt, dass er „die wilden Judenexekutionen in Libau untersagt“ habe, „weil sie in der Art ihrer Durchführung nicht zu verantworten waren“. Und Lohse fragte: „Ich bitte, mich zu unterrichten, ob Ihre Anfrage vom 31. Oktober als dahingehende Weisung aufzufassen ist, dass alle Juden im Ostland liquidiert werden sollen? Soll dieses ohne Rücksicht auf Alter und Geschlecht und wirtschaftliche Interessen (z. B. der Wehrmacht an Facharbeitern in Rüstungsbetrieben) geschehen?“. Am 18. Dezember 1941 folgte von Bräutigam die Antwort: „In der Judenfrage dürfte inzwischen durch mündliche Besprechungen Klarheit geschaffen sein. Wirtschaftliche Belange sollen bei der Regelung des Problems grundsätzlich unberücksichtigt bleiben.“
Am 20. Januar 1942 nahm Leibbrandt neben einem weiteren Vertreter des RMfdbO, Alfred Meyer, an der Wannsee-Konferenz teil, zu der Heydrich eingeladen hatte. Das RMfdbO legte fest, dass sowohl das Generalgouvernement als auch die beiden vom RMfdbO verwalteten Reichskommissariate Ostland und Ukraine unabhängig voneinander Vorbereitungen für die „Endlösung der Judenfrage“ zu treffen haben. Zur ersten Nachfolgekonferenz vom 29. Januar 1942 im RMfdbO lud Leibbrandt am 22. Januar Vertreter von Ministerien (RSHA, Justizministerium), der Parteikanzlei sowie des OKW ein. Anwesend waren unter anderen Otto Bräutigam, Erhard Wetzel und Gerhard von Mende (RMfdbO), Friedrich Suhr (RSHA), Bernhard Lösener (Justizministerium), Albert Frey (OKW) und Herbert Reischauer (Parteikanzlei). Ziel dieses Treffens war es, die auf der Wannsee-Konferenz gefassten Beschlüsse inhaltlich zu füllen und rechtlich zu präzisieren. Zentrales Thema dieser Konferenz war, wer fortan als „Jude“ zu gelten habe, und somit genau festzulegen, wer auszurotten sei. Das RMfdbO wollte den Juden-Begriff keinesfalls „zu eng“ definiert haben.
Einem Schreiben vom 3. Juni 1942 über eine „Abgrenzung der Generalbezirke Estland und Lettland“ im Rahmen des Generalplan Ost ist zu entnehmen, dass Leibbrandt zu diesem Zeitpunkt in der Position eines Ministerialdirektors im RMfdbO gearbeitet hat. Im Oktober 1942 unterzeichnete Leibbrandt ein Schreiben „betr. Judenfrage“ an den Generalkommissar Weißruthenien, um „eine Regelung der Judenfrage so rasch wie möglich herbeizuführen.“
Im Sommer 1943 meldete sich Leibbrandt zum Dienst in der Kriegsmarine, weil er im RMfdbO wegen seiner „pro-ukrainischen Haltung“ zu einer Belastung wurde. Sein Nachfolger im RMfdbO wurde am 10. August 1943 Gottlob Berger, zugleich Chef des SS-Hauptamtes, der bereits seit dem 1. April 1943 als Verbindungsmann Heinrich Himmlers für das RMfdbO tätig war. Die SS betrieb 1943 Leibbrandts Ablösung und setzte diese auch durch.
Aus der sogenannten Sammlung Georg Leibbrandt entstand 1942 die Publikationsstelle Ost, welche zusammen mit der Arbeitsgemeinschaft Turkestan in Dresden dem Reichssicherheitshauptamt (VI G) unterstand und – so Michael Fahlbusch – als „Think Thank […] für den Anschluß der Gebiete östlich Stalingrads“ fungierte.

## Nachkriegszeit
Von 1945 bis 1949 war Leibbrandt in Automatischem Arrest. Während dieser Zeit wurde er im Wilhelmstraßen-Prozess als Zeuge vernommen. Bezüglich des Holocaust gab er unter anderem an: „Ich habe dem Minister [Rosenberg] bei der ersten möglichen Gelegenheit gesagt, dass ich diesen Wahnsinn nicht teile.“
Im Januar 1950 eröffnete das Landgericht Nürnberg-Fürth wegen des Verdachts des mehrfachen Mordes ein Ermittlungsverfahren gegen Leibbrandt. Die Untersuchung wurde am 10. August 1950 eingestellt. Ein Gerichtsverfahren wurde nicht eröffnet.
1955 fungierte Leibbrandt als Berater Konrad Adenauers bei der Rückführung deutscher Kriegsgefangener aus der Sowjetunion. Später leitete er das Bonner Büro der Salzgitter AG.
Leibbrandts Bruder Gottlieb (1908–1989) war ebenfalls früh als Nationalsozialist in Wien tätig. Er emigrierte 1952 nach Kanada, um nicht verurteilt zu werden.
In der Nachkriegszeit wohnte Leibbrandt in Unterweissach in Baden-Württemberg.

## „Sammlung Leibbrandt“
Für Kriegszwecke stellte Leibbrandt Bücher zusammen, teils historische Werke, teils aktuell von ihm beauftragte, um eine frühere deutsche Präsenz in der Sowjetunion zu beweisen und daraus fortwährende Gebietsansprüche für das Reich abzuleiten. Einige der Auswanderer waren Mennoniten gewesen. Direkt beauftragte Ausarbeitungen waren z. B.:
- Reihe: Die deutschen Siedlungen in der Sowjetunion, 1941, Berlin

1. Umgebung von St. Petersburg. Reichsamt für Landesaufnahme. 18 Seiten.
2. Wolhynien und die unmittelbar angrenzenden Gebiete (SSSR, Ukraine). Sonderausgabe, Nur für den Dienstgebrauch. 59 Seiten. Auszug „Karte Wolhynien“. (mennonitische Orte von Viktor Petkau markiert).
3. Ukraine mit Krim. Sonderausgabe, Nur für den Dienstgebrauch. 175 Seiten. Auszug „Karte Ukraine“ und Auszug „Karte Krym“. (menn. Orte von V. Petkau markiert)
4. Dongebiet und Kaukasus. Reichsamt für Landesaufnahme. 67 Seiten. Auszug „Karte Nord-Kaukasus“. (menn. Orte von V. Petkau markiert)
5. Deutsche Wolgarepublik. Reichsamt für Landesaufnahme. 55 Seiten. Auszug „Karte Wolgarepublik“. (menn. Orte von V. Petkau markiert)
6. Gesamtverzeichnis

## Schriften (Auswahl)
- Jüdische Weltpolitik in Selbstzeugnissen. Einf. Alfred Rosenberg. Eher-Verlag, München 1938. Reihe: Bolschewismus, 5
- Georg Leibbrandt: Vor 40 Jahren wurde das Deutsch-Kanadische Hilfswerk gegründet. Kanada Kurier, 15. Januar 1987 ISSN 0712-8894 S. 30–32[35]
- als Herausgeber: Reihe Weltpolitische Bücherei. Herausgegeben im Auftrag des Reichsamtsleiters in der Dienststelle Rosenberg G. L. und Egmont Zechlin. Deutscher Verlag
  - darin: Dietrich Westermann Afrika als europäische Aufgabe. Historiographische Monographie. 1941, Folgeaufl. 1941 und 1942